# Юлінізі-Старз
Футбольний клуб «Юлінізі Старз» або просто «Юлінізі Старз» (англ. Ulinzi Stars Football Club) — професіональний кенійський футбольний клуб з міста Накуру. Виступає в Прем'єр-лізі Кенії. Домашні матчі проводить на стадіоні «Афрагаа», який вміщує 8 200 глядачів. З 2003 по 2005 рік клуб тричі вигравав національний чемпіонат, окрім «Юлінізі Старз» аналогічного успіху досягали лише столичні клуби «АФК Леопардс» та «Гор Магія».

## Історія
Клуб створений у 1995 році в результаті об'єднання декількох армійських команд, представляє Збройні сили Кенії. З 2004 або 2005 року виступає в Накуру, раніше базувався в місті Тіка. «Улінзі Старз» виграли чотири титули чемпіонів Кенії, поступаючись за їх кількістю лише «великій трійці» кенійського футболу з Найробі. При цьому титул 2003 року дістався «армійцям» з огляду на тогорічний розкол у кенійському футболі: Федерація футболу Кенії відібрала титул у клубу «Нзоя Шугар» і розіграла його знову, між двома клубами топ-8, які залишилися їй лояльні. «Улінзі Старз» виграли у «Коуст Старз» — після того, як основний і додатковий час матчу закінчився внічию — по пенальті. У червні 2005 року команда в об'єднаній лізі виграла третій національний титул по пенальті — знову у «Таскера». А 4-й титул виграний вже за іншою системою розіграшу — за підсумками типового для чемпіонату футболу двоколового турніру на 16 команд. Також на рахунку «армійців» два других місця — в національних першостях 2011 та 2015 років.
За підсумками чемпіонського сезону 2010 4 представника клубу отримали індивідуальні призи ліги (Бенджамін Н'янгвесо — найкращий тренер, Джек Матангута — менеджер, Френсіс Очієнг — воротар, Джоффрі Кокойо — захисник). У 2011 році команда виграла Кубок топ-8 Кенійської прем'єр-ліги (KPL Top 8 Cup). У березні 2004 року клуб міг зіграти в Лізі чемпіонів КАФ проти «Віти» (ДР Конго), проте відмовився від участі; за це клуб був відсторонений від турнірів, які проводяться під егідою КАФ, на три роки. Тієї ж весни «Старз» стали фіналістом Клубного кубку КЕСАФА (він же Кубок Кагаме), поступившись у фіналі руандійському клубу АПР. У 2011 році команда дебютувала в Лізі чемпіонів КАФ, поступившись єгипетському «Замалеку» в попередньому раунді.
У 2010 році клуб виграв звання «Спортивна команда року».
Дублюючий склад «Юлінізі Старз» як збірна Кенії з футболу серед військовослужбовців кваліфікувалася для участі у Військових іграх 2011 року.

### Інші види спорту
До 2007 року «Юлінізі» мав успішну баскетбольну команду «Юлінізі Ворріорз», після чого її було розпущено, незважаючи на те, що клуб був чинним національним чемпіоном, вигравши п'ять чемпіонських титулів поспіль. Була й регбійна командп, РФК «Юлінізі», але її також розформували. У клубу функціонує волейбольна та гандбольна секції.

## Досягнення
- Прем'єр-ліга Кенії
  -  Чемпіон (4): 2003, 2004, 2005, 2010
  -  Срібний призер (2): 2011, 2015
  -  Бронзовий призер (1): 2016

- Кубок президента Кенії
  -  Фіналіст (2): 1995, 2016

- Кубок ПЛК Топ-8
  -  Володар (1): 2011

## Статистика виступів на континентальних турнірах
| Сезон | Турнір                 | Раунд      | Клуб                   | Вдома  | На виїзді | Загалом       |
| ----- | ---------------------- | ---------- | ---------------------- | ------ | --------- | ------------- |
| 2004  | Ліга чемпіонів КАФ     | Попередній | «АС Віта Клуб»         | т. п.1 | т. п.1    | т. п.1        |
| 2011  | Ліга чемпіонів КАФ     | Попередній | «Замалек»              | 0-4    | 0-1       | 0-5           |
| 2017  | Кубок конфедерації КАФ | Попередній | «Аль-Хіляль» (Бенгазі) | 1-0    | 0-1       | 1-1 (5-4 пен) |
| 2017  | Кубок конфедерації КАФ | 1          | «Смуга»                | 3-0    | 0-4       | 3-4           |

1- «Юлінізі Старз» знявся з турніру.

## Відомі гравці
- Макдональд Маріга